# Сауе (волость, 1991)
Са́уе (ест. Saue vald) — волость в Естонії, одиниця самоврядування в повіті Гар'юмаа з 21 листопада 1991 до 24 жовтня 2017 року.

## Географічні дані
Площа волості — 197 км2, чисельність населення на 1 січня 2017 року становила 10661 особу.

## Населені пункти
Адміністративний центр — селище Лааґрі.
На території волості також розташовувалися 17 сіл (küla):
Айла (Aila), Алліку (Alliku), Валінґу (Valingu), Ванамийза (Vanamõisa), Ватсла (Vatsla), Гюйру (Hüüru), Еесмяе (Ääsmäe), Йиґісоо (Jõgisoo), Кійа (Kiia), Койду (Koidu), Коппелмаа (Koppelmaa), Майдла (Maidla), Пюга (Püha), Пяллу (Pällu), Пярінурме (Pärinurme), Таґаметса (Tagametsa), Туула (Tuula).

## Історія
21 листопада 1991 року Сауеська сільська рада була перетворена у волость зі статусом самоврядування.
21 липня 2016 року на підставі Закону про адміністративний поділ території Естонії Уряд Республіки прийняв постанову № 82 про утворення нової адміністративної одиниці — волості Сауе — шляхом об'єднання територій міського самоврядування Сауе й трьох волостей: Керну, Ніссі й Сауе. Зміни в адміністративно-територіальному устрої, відповідно до постанови, мали набрати чинності з дня оголошення результатів виборів до ради нового самоврядування.
15 жовтня 2017 року в Естонії відбулися вибори в органи місцевої влади. Утворення нової волості Сауе набуло чинності 24 жовтня 2017 року.

## Керівництво волості
Старійшини волості
- 2009—2017 Андрес Лайск (Andres Laisk)